# Garanta opaca
Garanta opaca är en insektsart som beskrevs av Medler 2000. Garanta opaca ingår i släktet Garanta och familjen Flatidae. Inga underarter finns listade i Catalogue of Life.